# 神長官守矢史料館
神長官守矢史料館（じんちょうかんもりやしりょうかん）は、長野県茅野市宮川にある守矢家の文書を保管・公開する博物館。明治初期まで諏訪大社上社の神長官を務めた守矢家の敷地内に位置している。

## 歴史
- 1989年に守矢家第78代当主守矢早苗と茅野市の依頼を受け、藤森照信が設計、1991年（平成3年）茅野市に竣工。(守矢早苗と藤森が幼馴染みという縁で、市役所が藤森氏に設計依頼を持ちかけた。設計図での名称は『Museum of Moriya』)
- 閉校した富士見町立落合小学校の元校長・郷土史研究家の細田貴助が初代館長を勤めた。(以後1995年まで勤める。)
- 現在の館長は田村健である。

## 収蔵物
- 『諏方大明神画詞』
- 『年内神事次第旧記』
- 『御符礼書』

ほか、武田信玄、武田信昌、武田信縄、村上義清、真田昌幸といった武将に関する書状が収蔵されている。

## ロビー展示室
諏訪大社上社の神事・御頭祭（酉の祭）の神饌の実物復元（鹿の首など）が展示されている。

## 常設展示室
史料館奥の常設展示室では書状や出土遺物を中心とした展示をする企画展が催されている。この企画は数ヶ月ごとに変更され、その際に展示物も一新される。
開催中の企画展については下記外部リンク先にて確認することができる。

## 建物
史料館の建物は郷里出身で建築史が専門の藤森照信の基本設計で、藤森が自ら手掛けた最初の建築物である。守矢家の貴重な史料保護のため鉄筋コンクリートの耐火構造であるが、自然の素材や地元産の素材で建物をおおっている。例えば屋根は諏訪地方伝統の「鉄平石葺き」を地元産の鉄平石を使い50年ぶりに復活させ、外壁はかつて屋根に使われていた割板の技術を用いたサワラの割板とし、内部にはワラ入りモルタル、手吹きガラス、鍛造による金具などが使用されている。
失われた伝統を人工的に再生しつつも造形は独特で、土地に根付きながらも単なる復古主義ではない建物となっている。
また、史料館の周辺には藤森照信の作品である、高過庵（たかすぎあん）・低過庵（ひくすぎあん）・空飛ぶ泥舟（そらとぶどろぶね）があり、見物が出来る。内部は通常非公開となっている。

## 敷地内の様子
御左口神社（御頭御社宮司総社）
中部地方に広がる御左口神（ミシャグジ）信仰の中枢とされる。社叢は茅野市指定天然記念物。
祈祷殿
明治維新の解職にいたるまで神長官が受け継ぐ一子相伝の事柄（神事の秘法、一族の系譜など）は真夜中、火の気のない祈祷殿の中で口移しで伝授された。元々は屋敷の東側にある建物で、屋敷の一部として元の場所の西側に再建された。
神長官裏古墳
屋敷の裏にある7世紀中頃の古墳。東西径9.5m、南北径9mだが当初はさらに大きい円墳であったと考えられる。横穴式石室が開口している。1924年（大正13年）の調査時に木棺破片、直刀、小刀子等が出土し、平安時代以降の土器片（後世の奉斎品か）も言われている。家伝では丁未の乱の後に諏訪に逃亡して守矢氏に養子入りした物部守屋の次男・武麿の墓とされている。1977年（昭和52年）に茅野市指定史跡となった。
大祝諏方家墓所
諏訪氏が江戸時代に藩主家と社家と別れた後に諏訪大社上社の大祝を務めた分家・諏方氏の墓所。古くは神長の廟所であったが、大祝家にここを墓地として求められ、守矢氏は屋敷の後方にある熊野堂と呼ばれる高部村の共同墓地へ移った。

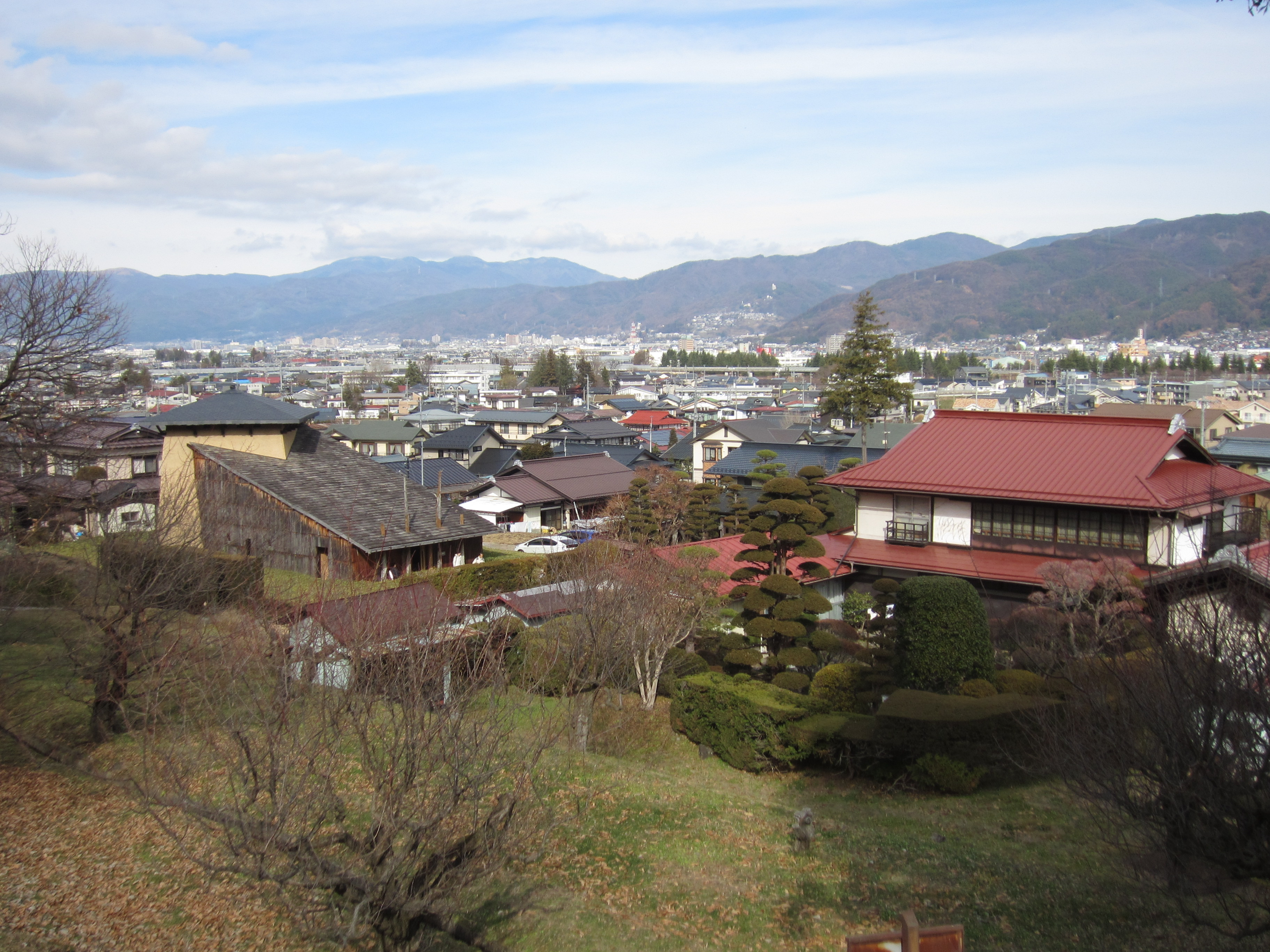
外観（史料館は左側）
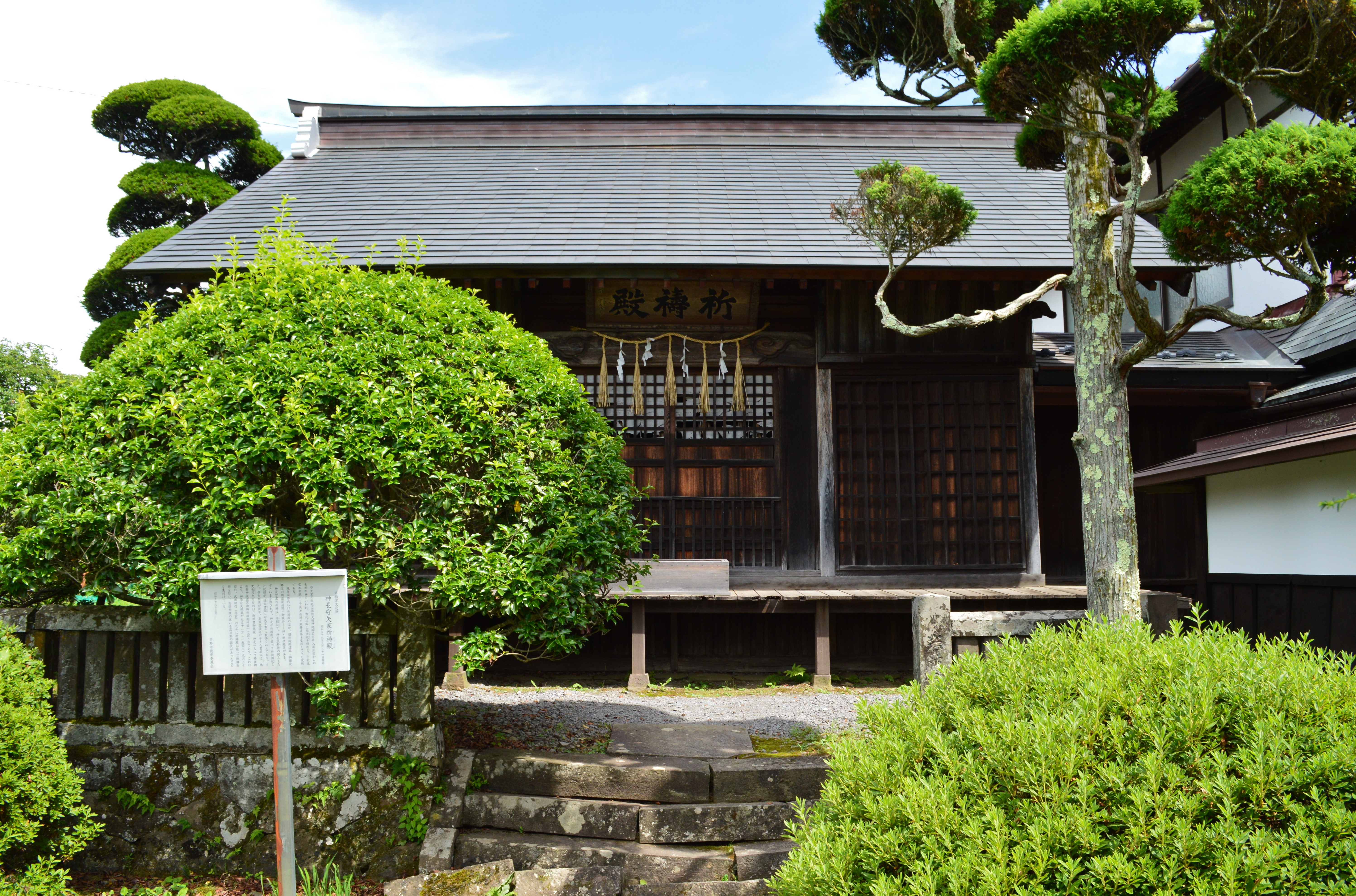
祈祷殿（茅野市指定文化財）
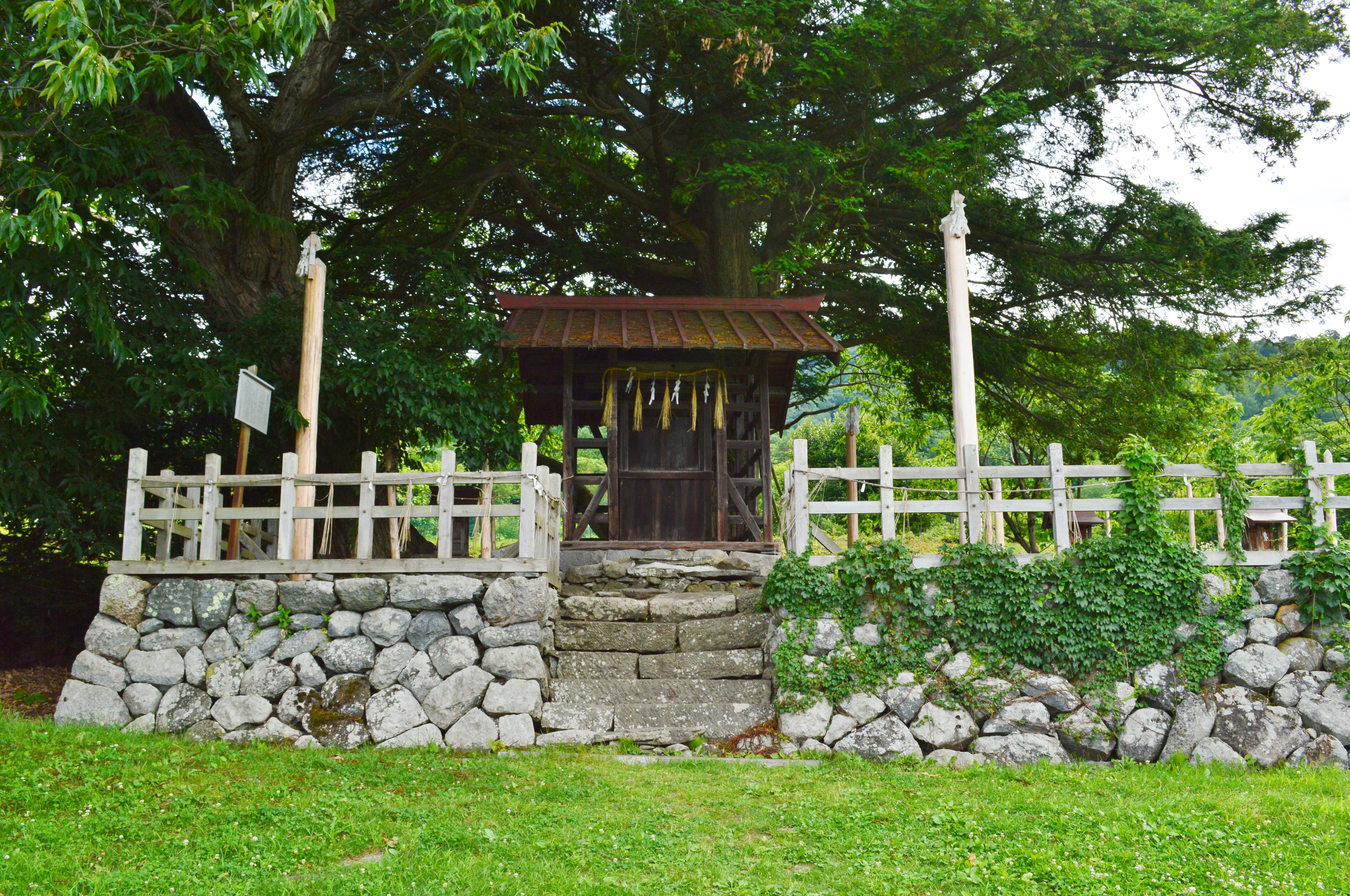
御左口神社
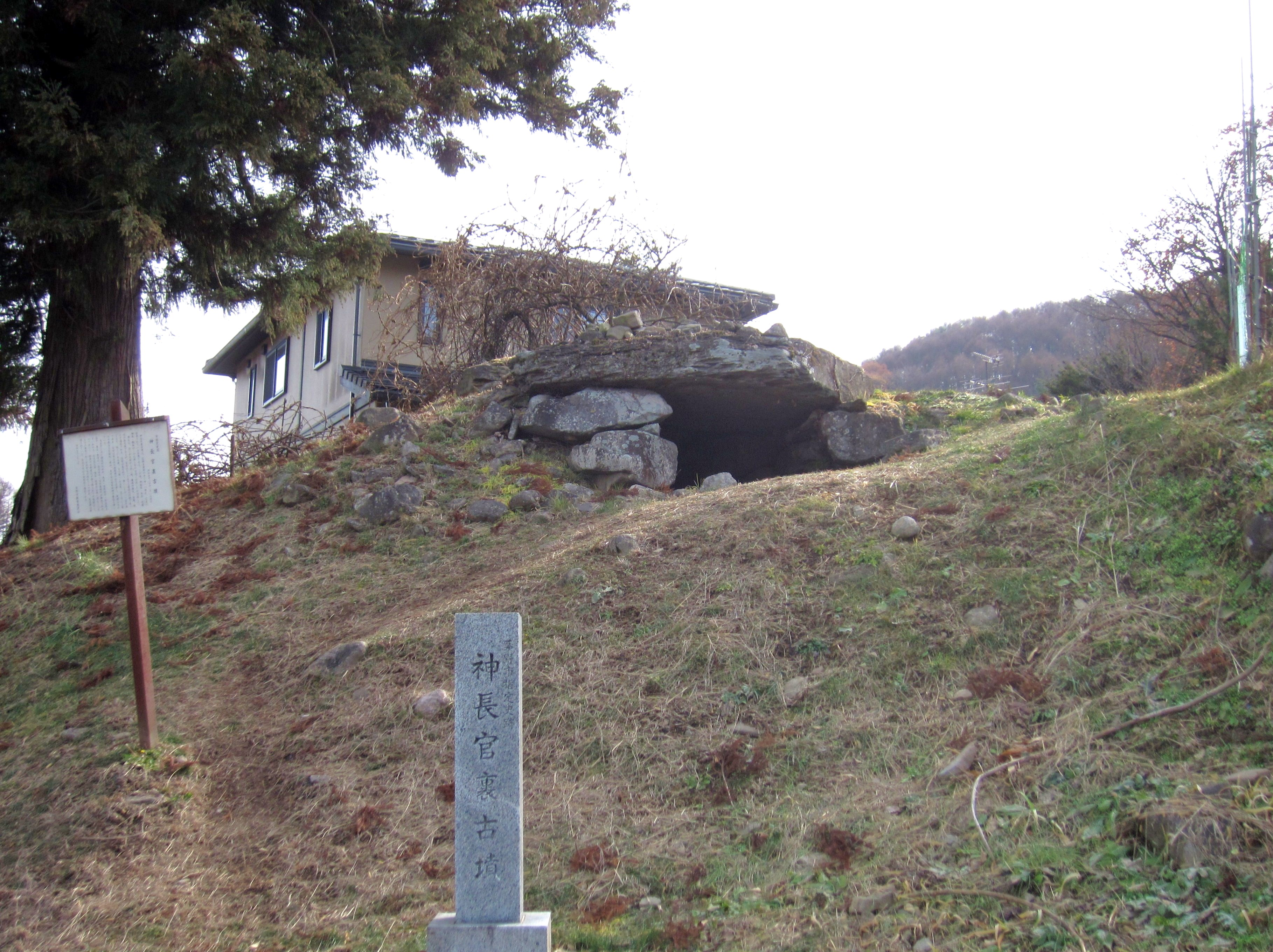
神長官裏古墳（茅野市指定史跡）
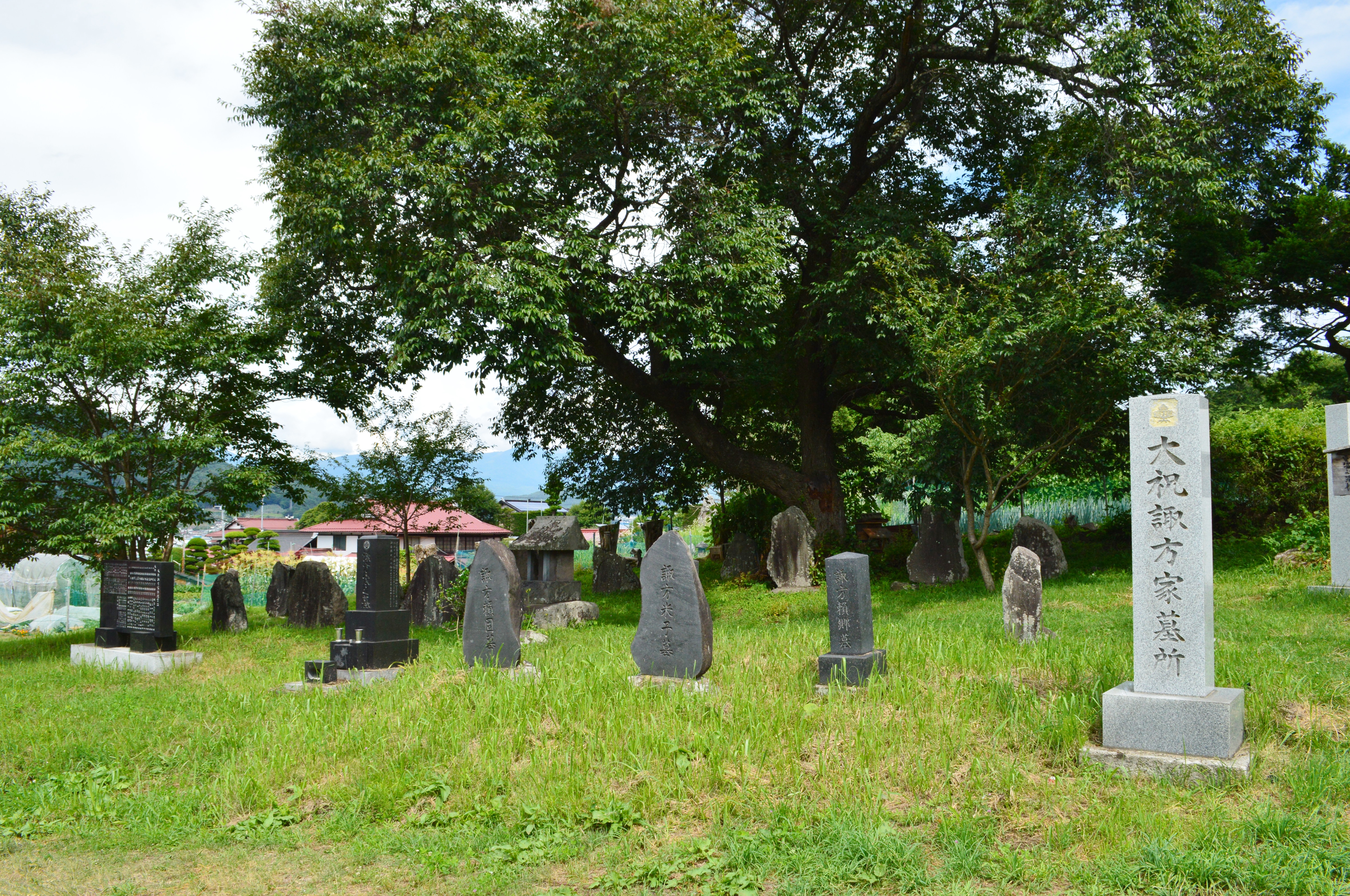
大祝諏方家墓所
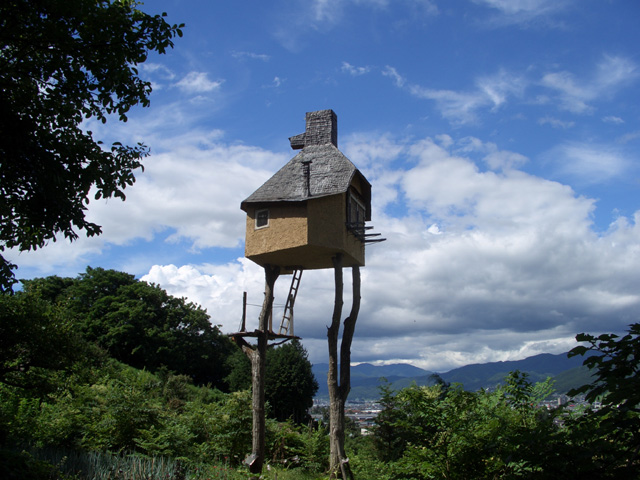
高過庵

## 特記事項
開館時間、休館日、入館料、その他の利用情報については、下記外部リンク先を参照のこと。

## アクセス
- JR東日本中央本線 茅野駅より徒歩約40分（約2.7km）
- 諏訪バス 有賀・上社統合路線（赤羽根車庫及び上諏訪駅出発）「上社」バス停より徒歩約12分（900m）
- 中央高速バス 諏訪・岡谷線「諏訪インター前」バス停より徒歩約30分（約2.2km）